# Die Schlacht um San Pietro
Die Schlacht um San Pietro (Originaltitel: The Battle of San Pietro) ist ein US-amerikanischer Dokumentarfilm des Regisseurs John Huston aus dem Jahr 1945. Er ist auch unter dem Titel San Pietro bekannt.

## Inhalt
Der Film zeigt den Kampf der US-Army gegen die deutschen Streitkräfte in der Umgebung der italienischen Gemeinde San Pietro während des Zweiten Weltkriegs. Der Regisseur kommentiert das Geschehen aus dem Off.
Zu Beginn werden die geographischen Gegebenheiten und die Lage des Kriegsschauplatzes betrachtet. Anhand von Karten stellt der Film die Planung und den Verlauf der Schlacht dar. Mit wackeliger Handkamera dokumentiert Huston die Angriffe der amerikanischen GIs auf die deutschen Stellungen. Immer wieder sind sterbende, gefallene oder verwundete Soldaten zu sehen. Auch deutsche Kriegsgefangene werden gezeigt.
Nach mehreren Tagen haben die Amerikaner die Schlacht für sich entschieden. Die Toten werden in Leichensäcke und Bettlaken gepackt und in provisorischen Gräbern beigesetzt. Huston zeigt in Großaufnahmen die Gesichter mehrerer Soldaten und fügt hinzu, dass viele von ihnen inzwischen gefallen sind oder tot sein werden, bis der Krieg zu Ende ist.
Auch auf das Leid der italienischen Zivilbevölkerung geht der Film ausführlich ein. Der Ort San Pietro wurde während der Schlacht fast vollständig zerstört, die Bewohner versteckten sich in den Ruinen ihrer Häuser. Manche wurden in den Trümmern verschüttet.
Der Film endet mit einer Aufnahme der Liberty Bell (Freiheitsglocke) und einem großen V für Victory.

## Hintergrund
Die Gemeinde San Pietro liegt auf halber Strecke zwischen Rom und Neapel in der Region Kampanien. Die Schlacht dauerte vom 8. bis zum 13. Dezember 1943 und forderte auf amerikanischer Seite rund 1100 Menschenleben. Zwölf der 16 Panzer der US-Army wurden zerstört. Man war zunächst von einem reibungslosen Ablauf der Operation ausgegangen. Der Widerstand der Deutschen erwies sich jedoch als deutlich stärker, als man erwartet hatte.
John Huston war einer von mehreren Hollywood-Regisseuren (darunter Frank Capra und John Ford), die während des Zweiten Weltkriegs von der US-amerikanischen Regierung den Auftrag erhielten, Kriegsdokumentationen zu drehen. Diese Filme dienten vor allem der Propaganda und sollten die Moral der heimischen Bevölkerung und der Truppen stärken. San Pietro wurde von  General Mark W. Clark in Auftrag gegeben, der die Operation leitete und sich selbst in ein gutes Licht gerückt sehen wollte.
Huston kam im Spätherbst 1943 in Neapel an. Dort traf er sich mit seinem Freund, dem Kameramann Jules Buck und dem Magnum-Fotografen und Kriegsberichterstatter Robert Capa, dessen naturalistischer Stil Hustons Arbeitsweise nachhaltig prägte und beeinflusste.
Der ursprüngliche Plan sah vor, einen Film auf fünf Rollen 35-mm-Film (ca. 60 Minuten) zu drehen. Huston sollte in erster Linie Interviews mit den Soldaten des 143. Infanterieregiments führen und die Freude der Italiener über ihre Befreiung publikumswirksam dokumentieren. Als sich die Gefechte verschärften, wurde dieses Vorhaben verworfen.
Im August 1944 wurde den Verantwortlichen der United States Army ein 90-minütiger Rohschnitt des Films vorgeführt. Berichten zufolge verließen mehrere Personen entsetzt den Saal.
Aufgrund seiner drastischen und brutalen Darstellung der Schrecken des Krieges und seines pessimistischen Untertons wurde Die Schlacht von San Pietro, ähnlich wie Hustons späterer Film Let There Be Light, von der US-Regierung zunächst unter Verschluss gehalten und für die Öffentlichkeit als ungeeignet befunden. Huston wurde vorgeworfen, einen pazifistischen Antikriegsfilm gedreht zu haben. Er antwortete darauf mit den Worten: „Sollte ich jemals einen Pro-Kriegsfilm gemacht haben, hoffe ich, dafür erschossen zu werden.“
Erst als der angesehene Fünfsternegeneral George C. Marshall 1945 verlauten ließ, der Film sei gerade wegen seines schonungslosen Realismus ein hervorragender Trainingsfilm für Soldaten, wurde er, um eine Stunde gekürzt, freigegeben. Huston wurde rehabilitiert und zum Ehrenmajor ernannt. Kurz nach Kriegsende kam der Film mit einem Vorwort von General Clark doch noch in die Kinos. In dem, von Huston geschriebenen, etwa zweiminütigen Prolog wird die Bedeutung der Schlacht für den Ausgang des Krieges hervorgehoben.
Trotz mehrerer nachgestellter und manipulierter Szenen (so wurden beispielsweise manche Einstellungen gespiegelt, um die Marschrichtung im Film mit der auf der Karte abzugleichen) gilt Die Schlacht um San Pietro als eine der authentischsten Kriegsdokumentationen aller Zeiten. Bis heute wird der Film im Rahmen der soldatischen Ausbildung eingesetzt.
1991 wurde er in das National Film Registry aufgenommen.

## Kritiken
- „Hustons gesprochene Kommentare sind voller Ironie, frei von Pathos, Optimismus, rührseligen Verallgemeinerungen und billiger Verbitterung.“ James Agee, 1945

- „Dieser Film sollte von jedem amerikanischen Soldaten in der Ausbildung gesehen werden. Er wird sie nicht entmutigen, sondern auf den ersten Schock des Kampfes vorbereiten.“ General George C. Marshall